# Nombre premier minimal
En théorie des nombres récréative, un nombre premier minimal pour une base donnée est un nombre premier pour lequel il n'existe pas de sous-suite plus courte de ses chiffres dans cette base qui forme un nombre premier. 
En base dix, il y a exactement 26 nombres premiers minimaux :
2, 3, 5, 7, 11, 19, 41, 61, 89, 409, 449, 499, 881, 991, 6469, 6949, 9001, 9049, 9649, 9949, 60649, 666649, 946669, 60000049, 66000049, 66600049 suite A071062 de l'OEIS.
Par exemple, 409 est un premier minimal, car il n'y a pas de nombre premier parmi ses sous-suites que sont : 4, 0, 9, 40, 49, 09. 
La sous-suite n'a pas à être constituée de chiffres consécutifs, de sorte que 109 n'est pas un premier minimal, parce que 19 est premier.
Similairement, il y a exactement 32 nombres composés qui n'ont pas de sous-suite composée plus courte :
4, 6, 8, 9, 10, 12, 15, 20, 21, 22, 25, 27, 30, 32, 33, 35, 50, 51, 52, 55, 57, 70, 72, 75, 77, 111, 117, 171, 371, 711, 713, 731 suite A071070 de l'OEIS.
Il y a 146 nombres premiers congrus à 1 mod 4 qui n'ont pas de sous-suite plus courte congrue à 1 mod 4 :
5, 13, 17, 29, 37, 41, 61, 73, 89, 97, 101, 109, 149, 181, 233, 277, 281, 349, 409, 433, 449, 677, 701, 709, 769, 821, 877, 881, 1669, 2221, 3001, 3121, 3169, 3221, 3301, 3833, 4969, 4993, 6469, 6833, 6949, 7121, 7477, 7949, 9001, 9049, 9221, 9649, 9833, 9901, 9949, ... suite A111055 de l'OEIS

## Autres bases
Les premiers minimaux peuvent être généralisés à d'autres bases. On peut montrer qu'il n'y a qu'un nombre fini de nombres premiers minimaux dans chaque base.
| b  | premiers minimaux en base b (écrit en base b, les lettres A, B, C, ... représentent les valeurs 10, 11, 12, ...) | nombre de premiers minimaux en base b |
| 1  | 11 | 1                                     |
| 2  | 10, 11 | 2                                     |
| 3  | 2, 10, 111 | 3                                     |
| 4  | 2, 3, 11 | 3                                     |
| 5  | 2, 3, 10, 111, 401, 414, 14444, 44441 | 8                                     |
| 6  | 2, 3, 5, 11, 4401, 4441, 40041 | 7                                     |
| 7  | 2, 3, 5, 10, 14, 16, 41, 61, 11111 | 9                                     |
| 8  | 2, 3, 5, 7, 111, 141, 161, 401, 661, 4611, 6101, 6441, 60411, 444641, 444444441 | 15                                    |
| 9  | 2, 3, 5, 7, 14, 18, 41, 81, 601, 661, 1011, 1101 | 12                                    |
| 10 | 2, 3, 5, 7, 11, 19, 41, 61, 89, 409, 449, 499, 881, 991, 6469, 6949, 9001, 9049, 9649, 9949, 60649, 666649, 946669, 60000049, 66000049, 66600049 | 26                                    |
| 11 | 2, 3, 5, 7, 10, 16, 18, 49, 61, 81, 89, 94, 98, 9A, 199, 1AA, 414, 919, A1A, AA1, 11A9, 66A9, A119, A911, AAA9, 11144, 11191, 1141A, 114A1, 1411A, 144A4, 14A11, 1A114, 1A411, 4041A, 40441, 404A1, 4111A, 411A1, 44401, 444A1, 44A01, 6A609, 6A669, 6A696, 6A906, 6A966, 90901, 99111, A0111, A0669, A0966, A0999, A0A09, A4401, A6096, A6966, A6999, A9091, A9699, A9969, 401A11, 404001, 404111, 440A41, 4A0401, 4A4041, 60A069, 6A0096, 6A0A96, 6A9099, 6A9909, 909991, 999901, A00009, A60609, A66069, A66906, A69006, A90099, A90996, A96006, A96666, 111114A, 1111A14, 1111A41, 1144441, 14A4444, 1A44444, 4000111, 4011111, 41A1111, 4411111, 444441A, 4A11111, 4A40001, 6000A69, 6000A96, 6A00069, 9900991, 9990091, A000696, A000991, A006906, A040041, A141111, A600A69, A906606, A909009, A990009, 40A00041, 60A99999, 99000001, A0004041, A9909006, A9990006, A9990606, A9999966, 40000A401, 44A444441, 900000091, A00990001, A44444111, A66666669, A90000606, A99999006, A99999099, 600000A999, A000144444, A900000066, A0000000001, A0014444444, 40000000A0041, A000000014444, A044444444441, A144444444411, 40000000000401, A0000044444441, A00000000444441, 11111111111111111, 14444444444441111, 44444444444444111, A1444444444444444, A9999999999999996, 1444444444444444444, 4000000000000000A041, A999999999999999999999, A44444444444444444444444441, 40000000000000000000000000041, 440000000000000000000000000001, 999999999999999999999999999999991, 444444444444444444444444444444444444444444441 | 152                                   |
| 12 | 2, 3, 5, 7, B, 11, 61, 81, 91, 401, A41, 4441, A0A1, AAAA1, 44AAA1, AAA0001, AA000001 | 17                                    |

Les nombres premiers minimaux en base douze écrits en base dix sont répertoriés dans  A110600.
Quantité de nombres premiers minimaux (probables) en base n sont
1, 2, 3, 3, 8, 7, 9, 15, 12, 26, 152, 17, 228, 240, 100, 483, 1280, 50, 3463, 651, 2601, 1242, 6021, 306, (17608 or 17609), 5664, 17215, 5784, (57296 or 57297),  220, ...
Longueur du plus grand premier minimal (probable) en base n sont
2, 2, 3, 2, 5, 5, 5, 9, 4, 8, 45, 8, 32021, 86, 107, 3545, (≥111334), 33, (≥110986), 449, (≥479150), 764, 800874, 100, (≥136967), (≥8773), (≥109006), (≥94538), (≥174240), 1024, ...
Premier minimal le plus grand (probable) en base n (écrit en base dix) sont
2, 3, 13, 5, 3121, 5209, 2801, 76695841, 811, 66600049, 29156193474041220857161146715104735751776055777, 388177921, ... (la prochaine valeur a 35670 chiffres) (voir suite A326609 de l'OEIS)
Le nombre de composés minimaux en base de n est
1, 3, 4, 9, 10, 19, 18, 26, 28, 32, 32, 46, 43, 52, 54, 60, 60, 95, 77, 87, 90, 94, 97, 137, 117, 111, 115, 131, 123, 207, ...
La longueur du plus grand composé minimal en base n est
4, 4, 3, 3, 3, 4, 3, 3, 2, 3, 3, 4, 3, 3, 2, 3, 3, 4, 3, 3, 2, 3, 3, 4, 2, 3, 2, 3, 3, 4, ...